# Camerata Schweiz
Die Camerata Schweiz ging 1999 aus dem Schweizer Jugend-Sinfonie-Orchester (SJSO) hervor. Das Orchester tritt in verschiedenen Besetzungsgrössen  vom Kammerensemble bis hin zum Sinfonieorchester in Erscheinung. Immer wieder ist das Orchester an internationalen Festivals wie dem «Opernfestival Avenches», den «Murten Classics» oder dem «davos festival – young artists in concert» zu Gast. 2009 und 2010 war die Camerata Schweiz als Orchestra in Residence an den «Musiksommer am Zürichsee» eingeladen.

## Leitung
Von 2004 bis 2009 stand die Camerata Schweiz unter der künstlerischen Leitung der Innerschweizer Dirigentin Graziella Contratto, welche das Orchester weiterhin als erste Gastdirigentin begleitet.
Im Rahmen einer «Artistic Partnership» arbeitet die Camerata Schweiz seit 2010 eng mit dem renommierten Dirigenten Howard Griffiths zusammen. Unter seiner Leitung sind 2011 die ersten beiden CD-Aufnahmen der Camerata Schweiz mit Werken von Wolfgang Amadeus Mozart und Johann Baptist Vanhal erschienen.

## Diskographie
- Mozart: Sinfonie Nr. 35 D-Dur «Haffner», Violinkonzert Nr. 4 D-Dur, Sechs Kontretänze (Camerata Schweiz; Alissa Margulis, Violine; Howard Griffiths, Dirigent) – Novalis